# Guillermo Vadalá
Guillermo Vadalá (Buenos Aires, 13 de marzo de 1968) es un músico argentino. Participó como bajista en la discografía de diversos artistas (mayormente latinoamericanos), destacándose sus contribuciones en las obras de Fito Páez y Luis Alberto Spinetta.

## Biografía
Nacido en Buenos Aires, a los 9 años inicia sus estudios musicales, aprendiendo a tocar la guitarra. Más tarde a través de su hermano descubre el bajo y comienza su pasión por él. A los 17 años comienza su carrera profesional integrando la banda Madre Atómica (en su segunda formación, (conservando únicamente a Lito Epumer y a Juan Carlos Mono Fontana, de la formación original), y formando parte de su primer y único disco, titulado Madre Atómica. Posteriormente formó parte del Lito Epumer Cuarteto, junto a Quintino Cinalli en batería y Juan Benítez en guitarra MIDI.
En el año 1988 fue convocado por Fito Páez para integrar la formación de su banda. Acompañaría a este artista durante la grabación de los siguientes discos Ey! (1988), Tercer Mundo (1990), El amor después del amor (1992), Circo Beat (1995), Euforia (1996), Enemigos íntimos (1998), Abre (1999), Rey Sol (2000)  Naturaleza sangre (2003) y El mundo cabe en una canción  (2006).
También formó parte de la banda de Páez durante extensas giras por Sudamérica, Estados Unidos y Europa (de una gira por este último continente se desprende la recopilación en video de una presentación en el reconocido Montreaux Jazz Festival (Suiza).
Paralelamente, realizó grabaciones y tocó en vivo con diversos músicos argentinos, tales como: Luis Alberto Spinetta, David Lebón, Mercedes Sosa, Luis Salinas, Juan Carlos Baglietto, Silvina Garré, León Gieco, Manuel Wirtz, Eddie Sierra, Celeste Carballo, Sandra Mihanovich, Fabián Gallardo, Diego Torres, Rubén Goldin, Alejandro Lerner, Julia Zenko, Peteco Carabajal, Liliana Herrero, Luciano Pereyra y Leo Sujatovich, entre otros.
Contribuyó a la grabación del disco Mojotoro (1992) del músico Dino Saluzzi, junto al percusionista armenio Arto Tunçboyacıyan.
Sus contribuciones con otros artistas incluyen a Alphonso Johnson, Al Di Meola, Scott Henderson y Frank Gambale.
En 2001, realizó una gira por los Estados Unidos junto a Colin Hay (cantante de Men at Work), y participó de diferentes proyectos con reconocidos músicos, como Steve Ferrone, David Garfield y Alex Ligertwood, entre otros.
En 2004 grabó con el cantante Marc Anthony el álbum Amar sin mentiras, que ganó el Grammy al mejor álbum latino. En ese mismo año, Vadalá editó su CD solista llamado Bajopiel, con la participación de los más importantes músicos de Argentina, entre los que se destacan Juan Carlos ''Mono'' Fontana, Lito Epumer, Jota Morelli, Fito Páez, Juan Cruz de Urquiza, Hugo Fattoruso, Osvaldo Fattoruso, Nico Cota, Nerina Nicotra y Sergio Verdinelli, entre otros. Dicho álbum fue nominado para los premios Carlos Gardel, en la categoría «mejor álbum de jazz».
En 2005 y 2006, participó en las nuevas producciones de Jennifer López, Thalía, Julieta Venegas, Natalia Pastorutti, y registró también un nuevo álbum junto a Fito Páez, Moda y pueblo, comenzando una nueva gira por Latinoamérica, Estados Unidos y España.
Fue director musical, guitarrista y bajista en el concierto "Spinetta y las Bandas Eternas", el show llevado a cabo el 4 de diciembre de 2009 en el Estadio José Amalfitani de Buenos Aires.